# Beechcraft AT-6E «Wolverine»
Beechcraft AT-6E «Wolverine» — одномоторный турбовинтовой лёгкий штурмовик-разведчик ВВС США.

## Общие сведения
«Wolverine» (в переводе на русский ― Росомаха) был разработан в рамках программы AEROnet (Airborne Extensible Relay Over-Horizon Network). Первоначально самолёт должен был стать самолётом связи, который в современных условиях мог бы координировать действия американских солдат на поле боя.
Однако опыт применения купленных США бразильских штурмовиков Sierra Nevada-Embraer A-29 «Super Tucano» для афганских ВВС убедило военных в эффективности лёгких винтовых штурмовиков против талибов.
Поэтому на базе учебного самолёта T-6 Texan II фирмы Beechcraft был построен лёгкий штурмовик АТ-6Е.
«Wolverine» будет использоваться в качестве лёгкого штурмовика, разведчика и самолёта-корректировщика. Проблем с переобучение пилотов на этот самолёт не будет, так как Т-6 давно используется в качестве учебного в ВВС, во флоте, и в Корпусе морской пехоты США.
Штурмовик оснащён турбовинтовым двигателем PTA-68F, модернизированной кабиной Cockpit 4000, боевой системой самолёта А-US и контейнером с оборудованием дневного и ночного видения MX-15i/Di.
Имеется система защиты от ИК и лазерных ГСН УР классов «земля-воздух» и «воздух-воздух» противника, которая может включать систему предупреждения об облучении AN/AAR-47 и автомат отстрела ИК-ловушек ALE-47.
Двигатель и кабина защищены от пуль стрелкового оружия и осколков. Есть катапультируемые кресла US16LA фирмы «Martin-Baker» (Великобритания).
В отличие от базовой модели Т-6 штурмовик АТ-6Е от Т-6 оснащён развитой радиоэлектроникой:
- система управления средствами РЭБ ALQ-213;
- система радиосвязи ARC-210;
- аппаратура линий передачи данных «воздух-воздух» и «воздух-земля» для управления ракетами и бомбами.
- комплект спутниковой связи и навигации;
- системы целеуказания и подсветки EPLRS и JTIDS.

Например система EPLRS предназначена для оперативно-тактического обмена целеуказаниями с самолётами F-16 и A-10 при непосредственной авиационной поддержке наземных войск. И кроме того, может заменить при необходимости «Навстар», если по ней отработает РЭБ продвинутого противника.
В комплект БРЭО входит оптоэлектронный блок станции MX-15i канадской фирмы L3 Wescam, размещаемый на подфюзеляжном пилоне. Блок монтируется на гиростабилизированной платформе и может оснащаться приборами различного назначения, например, камерами высокой чёткости, ИК-камерами, лазером для подсветки целей.
Штурмовик принят на вооружение в феврале 2021 года.

## Тактико-технические характеристики
- Размах крыла, м: 10,10
- Длина, м: 10,30
- Высота, м: 3,30
- Площадь крыла, м²: 16,30
- Масса, пустого самолёта: 2 100, максимальная взлётная: 2 948

- Двигатель: 1 х Pratt Whitney Canada PT6A-68F х 1 755 л. с.
- Максимальная скорость, км/ч: 585
- Крейсерская скорость, км/ч: 500
- Практическая дальность, км: 1 575
- Практический потолок, м: 7 620
- Экипаж, чел: 2

## Вооружение
- два 12,7-мм пулемёта
- на узлах внешней подвески (6 шт): — 6 x BDU-33 калибра 133, или — 2 х BDU-33, 2 х LAU-68 или — 2 х Мк.82 калибра 226 кг.

В состав вооружения могут входить AIM-9X класса «воздух-воздух», УАБ «Пэйв уэй-2/Пэйв уэй-4», JDAM, а также SDB. Возможна подвеска двух подвесных топливных баков по 220 л.